# Залісся (хутір)
Залісся (біл. вёска Залесьсе) — село-хутір в складі Вілейського району Мінської області, Білорусь. Село підпорядковане Хотеньчицькій сільській раді, розташоване в північній частині області.

## Історія
У 1921–1945 роках маєток знаходилось у Польщі, у Вільнюськім воєводстві, Вілейського повіту, у гміні Ілля.

## Населення
- 1866 рік — 13 людини, 1 будинків[1]
- 1921 рік — 48 людини, 1 будинків[2].
- 1931 рік — 32 людини, 4 будинків[3].